# Miguel Martinez (Radsportler)

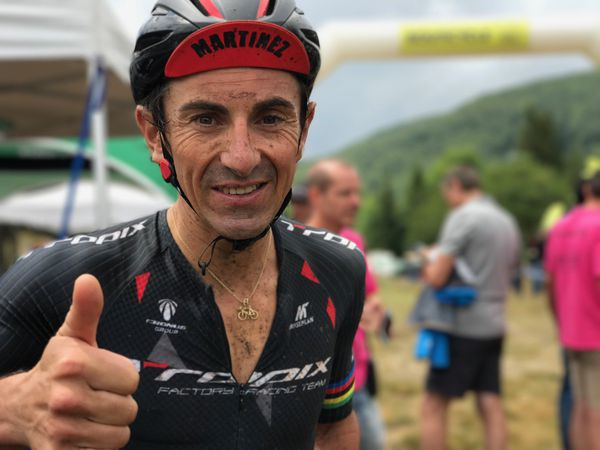
Miguel Martinez (2021)

Miguel Martinez (* 17. Januar 1976 in Fourchambault) ist ein französischer Mountainbiker, Cyclocross- und Straßenradrennfahrer.

## Sportliche Karriere
Miguel Martinez gewann 1993 die Bronzemedaille im Juniorenrennen der Cyclocross-Weltmeisterschaften. Bei den Mountainbike-Weltmeisterschaften 1995 in Kirchzarten gewann er die Silbermedaille im Cross Country-Rennen. 1996 wurde er Cyclocross-Weltmeister in der U23-Klasse. Im selben Jahr gewann er im Cross Country auch seine ersten Weltcups in Bromont und in Kristiansand, und bei den Olympischen Spielen in Atlanta errang er die Bronzemedaille. 1997 gewann er erneut zwei Weltcuprennen und wurde auch in der Gesamtwertung Erster. Zwei Jahre später gewann er bei den Mountainbike-Weltmeisterschaften 1999 im schwedischen Åre die Silbermedaille. Im Olympiajahr 2000 wurde er Cross Country-Weltmeister, Olympiasieger, und er entschied erneut den Gesamtweltcup für sich. 
Auf der Straße gewann Martinez 2002 eine Etappe bei der Vuelta a Navarra und startete mit seiner Mannschaft Mapei-Quick Step bei der Tour de France. Dort wurde er einmal Etappenachter und beendete die Rundfahrt auf dem 44. Platz in der Gesamtwertung. Im nächsten Jahr fuhr er für Phonak Hearing Systems.
2008 legte Martinez eine Wettkampfpause ein, um ab 2013 wieder Mountainbike-Rennen zu fahren.
Mariano Martínez, der Vater von Miguel Martinez, war auch Radprofi und gewann bei der Tour de France 1978 das Gepunktete Trikot. Dessen Bruder Martin Martinez war 1974 auf einem Teilstück der Vuelta a España erfolgreich. Miguels Sohn Lenny Martinez und Miguels jüngerer Bruder Yannick Martinez sind ebenfalls Radsportler.

## Ehrungen
Miguel Martinez wurde mit der Aufnahme in die Hall of Fame des europäischen Radsportverbandes Union Européenne de Cyclisme geehrt.

## Erfolge

### Mountainbike (Cross Country)
1996
- Weltcup Bromont
- Weltcup Kristiansand
- Französischer Meister

1997
- Weltcup Mont Sainte-Anne
- Weltcup Houffalize
- Gesamtwertung Weltcup
- Europameister (U23)
- Weltmeister (U23)

1999
- Weltcup Napa Valley
- Europameister
- Weltmeister (U23)

2000
- Gesamtwertung Weltcup
- Weltmeister
- Olympiasieger

2001
- Weltcup Sarntal

### Cyclocross
1996
- Weltmeister (U23)
- Französischer Meister (U23)

1998
- Französischer Meister (U23)

### Straße
2002
- eine Etappe Vuelta a Navarra

2008
- eine Etappe Tour de Beauce

## Teams
- 2000 Cantanhede-Marques de Marialva
- 2002 Mapei-Quick Step
- 2003 Phonak Hearing Systems
- 2004 Commencal-Oxbow (MTB)
- 2008 Amore & Vita-McDonald’s